# 암살자 (1969년 영화)
"암살자"는 한국에서 제작된 이만희 감독의 1969년 영화이다. 장동휘 등이 주연으로 출연하였고 김태수 등이 제작에 참여하였다.

## 출연

### 주연
- 장동휘
- 남궁원
- 박암
- 김혜경

## 기타
- 원작자: 이어령
- 조명: 장기종
- 미술: 이문현